# Eder

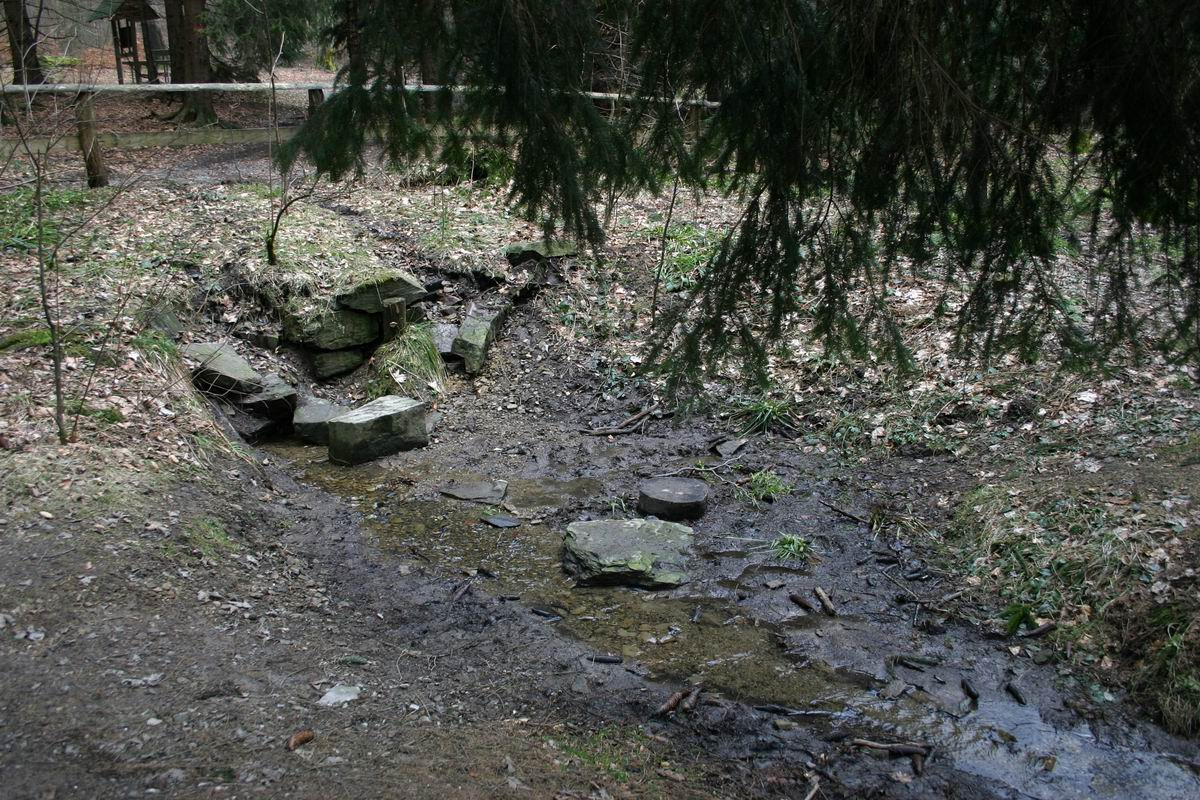
Ederquelle am Ederkopf
(während der Schneeschmelze; 2005)

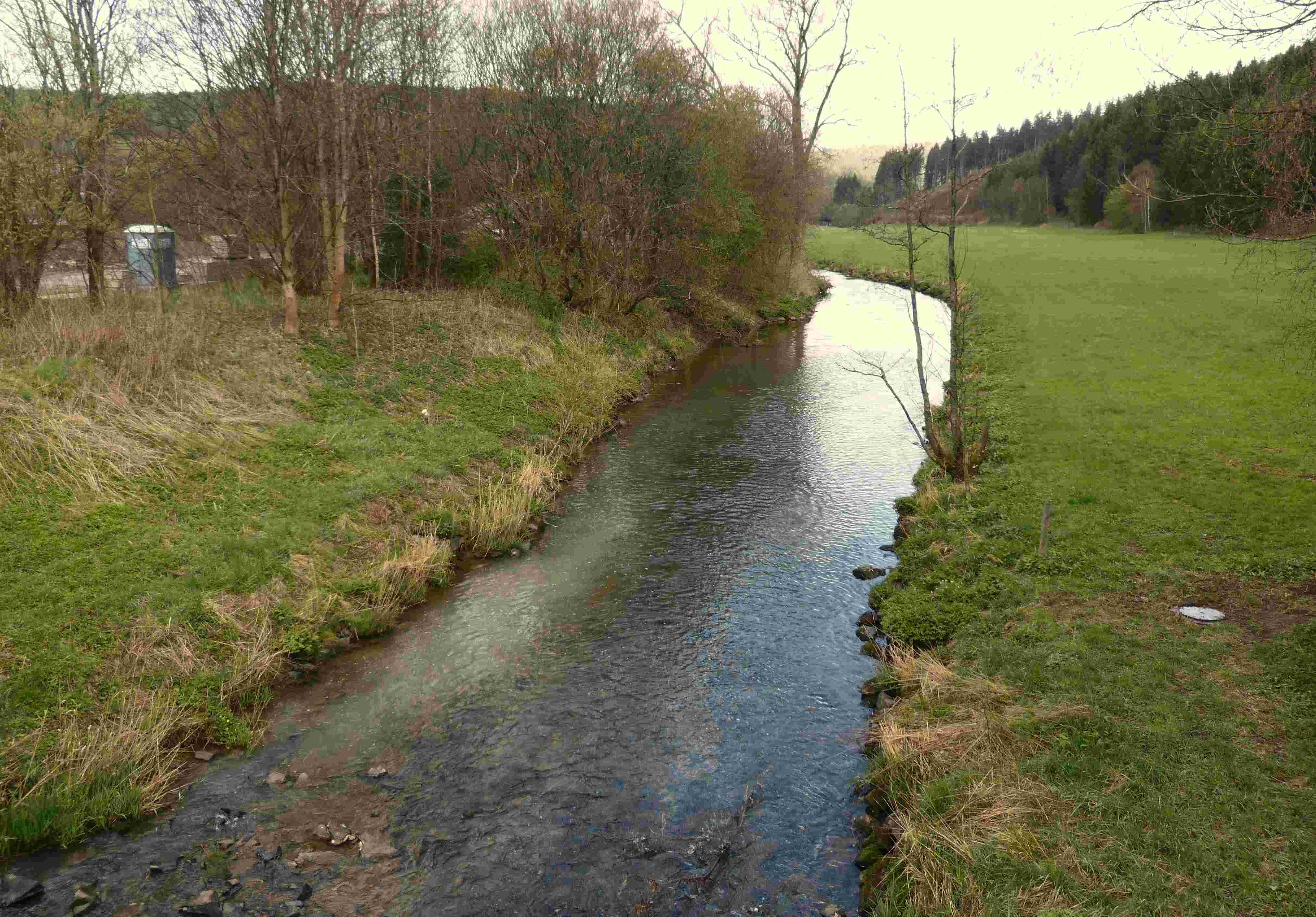
Die Eder bei Goddelsbach (Erndtebrück)

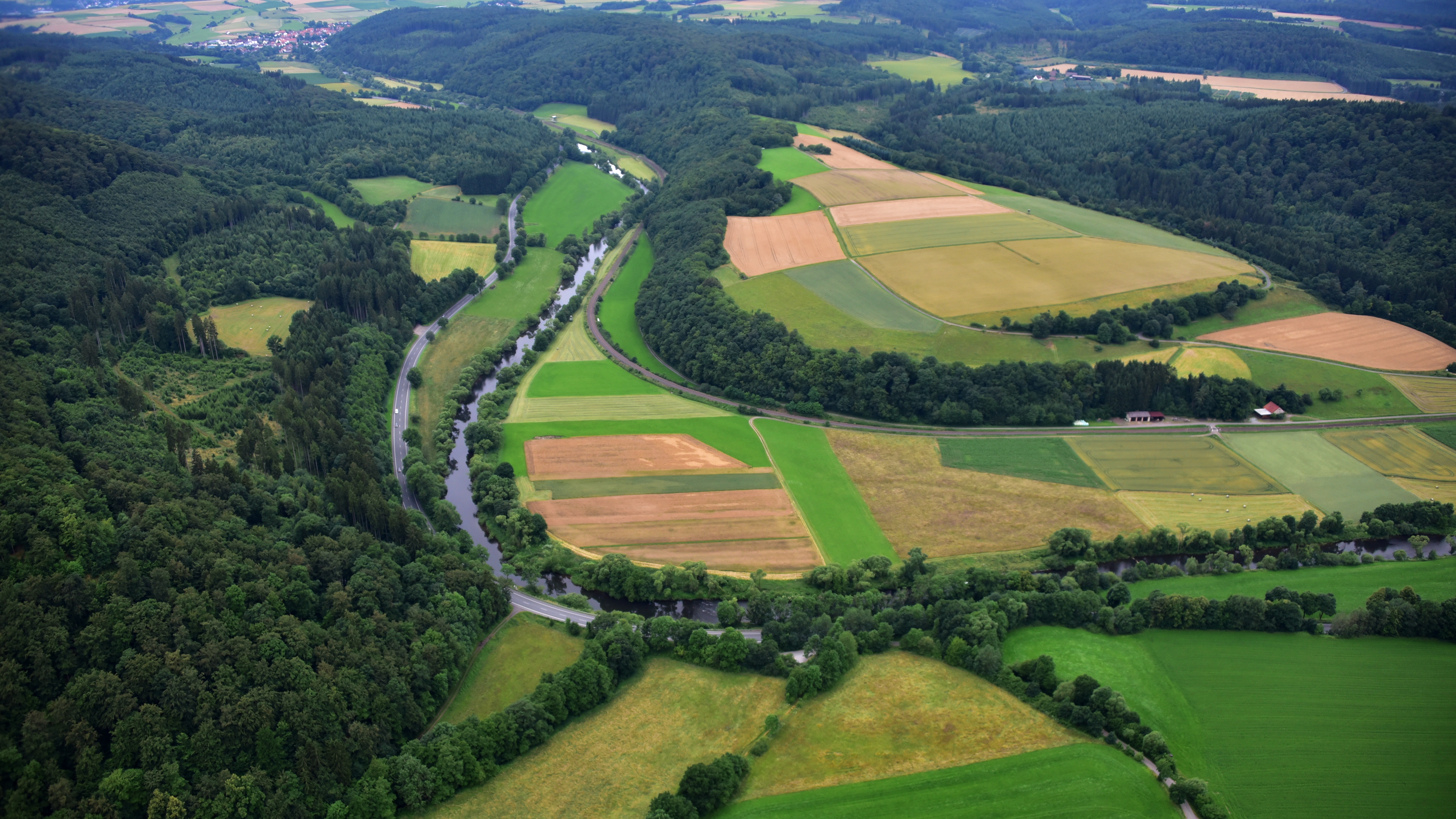
Die Eder vor Ederbringhausen; links, südwestlich im Hintergrund (flussaufwärts) Viermünden (2016)

Die Eder (bis Anfang des 20. Jahrhunderts und im Dialekt noch heute auch Edder genannt) ist mit 176,1 km Fließstrecke der längste und größte sowie ein westlicher und orographisch linker Zufluss der Fulda. Sie verläuft in Nordrhein-Westfalen und Hessen.
Der Fluss entspringt im Rothaargebirge am Ederkopf im Stadtgebiet von Netphen (Westfalen), fließt unter anderem durch die Edertalsperre und mündet bei Grifte auf der Gemeindegrenze von Edermünde und Guxhagen (Nordhessen) in die Fulda. Dabei verläuft er in Nordrhein-Westfalen durch den Kreis Siegen-Wittgenstein und in Hessen durch den Landkreis Waldeck-Frankenberg und den Schwalm-Eder-Kreis. Hydrologisch betrachtet ist die Eder der Quellfluss der Weser, da sie bei ihrer Mündung in die Fulda den höheren mittleren Abfluss aufweist und die Fulda im weiteren
Verlauf wasserreicher als die Werra ist.

## Etymologie
Die Herkunft des Namens ist unsicher. Als Ausgangsform wird der Name *Adrana angesetzt. Dies könnte sich vielleicht von indogermanisch *adro- für „Wasserlauf“ herleiten. Denkbar wäre auch eine germanische Ableitung vom Wort *aðela mit der Bedeutung „Schlamm, Morast, schlammiges Wasser“.

## Geographie

### Verlauf

#### Quelle
Die Eder entspringt im westfälischen Kreis Siegen-Wittgenstein im Südwesten des Rothaargebirges, im Grenzbereich von Wittgensteiner Land im Nordosten und Siegerland im Südwesten. Die im Naturraum Ederkopf-Lahnkopf-Rücken liegende Ederquelle befindet sich im Stadtgebiet von Netphen in der Gemarkung Nauholz am westlich des Erndtebrücker Ortsteils Benfe gelegenen Ederkopf (650 m ü. NHN), einer südlichen Hangstelle der Obersten Henn (675,9 m). Auf rund 621 m Höhe tritt ihr Wasser aus einer Hangschuttquelle des Quellmoores Ederbruch hervor. Früher war die Hauptquelle gefasst, 1991 wurde sie renaturiert. Vorbei führt der Rothaarsteig.
Die Eder durchfließt zumeist dünn besiedelte ländliche Gegenden – überwiegend in Ostnordost-Richtung:

#### Oberlauf
Anfangs fließt die Eder nach Nordwesten. Wenig unterhalb des Ederbruchs liegt am Westfuß des Ederkopfs, am quellnahen Flussoberlauf, der geographische Mittelpunkt des Kreises Siegen-Wittgenstein; vorbei führt auch dort auf 592,9 m Höhe der Rothaarsteig, der den Fluss etwa 3 km weiter nördlich überquert.
Nachdem die junge Eder östliche Randgebiete von Hilchenbach-Lützel passiert hat, wo mit dem Lützelbach ihr erster nennenswerter Zufluss einmündet, durchfließt sie in ihrem Oberlauf das Wittgensteiner Land, wo sie Erndtebrück sowie die Bad Berleburger Ortsteile Berghausen und Raumland erreicht. In Erndtebrück mündet von Süden kommend die Benfe ein, in Raumland von Norden die Odeborn. Dann erreicht der Fluss, beim Wechseln von Westfalen nach Nordhessen, den Landkreis Waldeck-Frankenberg. Nach der Einmündung der von Norden kommenden Elsoff verläuft die Eder durch Hatzfeld, nördlich vorbei an der im Forst Hatzfeld gelegenen Sackpfeife und in nordöstlicher Richtung nach Battenberg.

#### Mittellauf

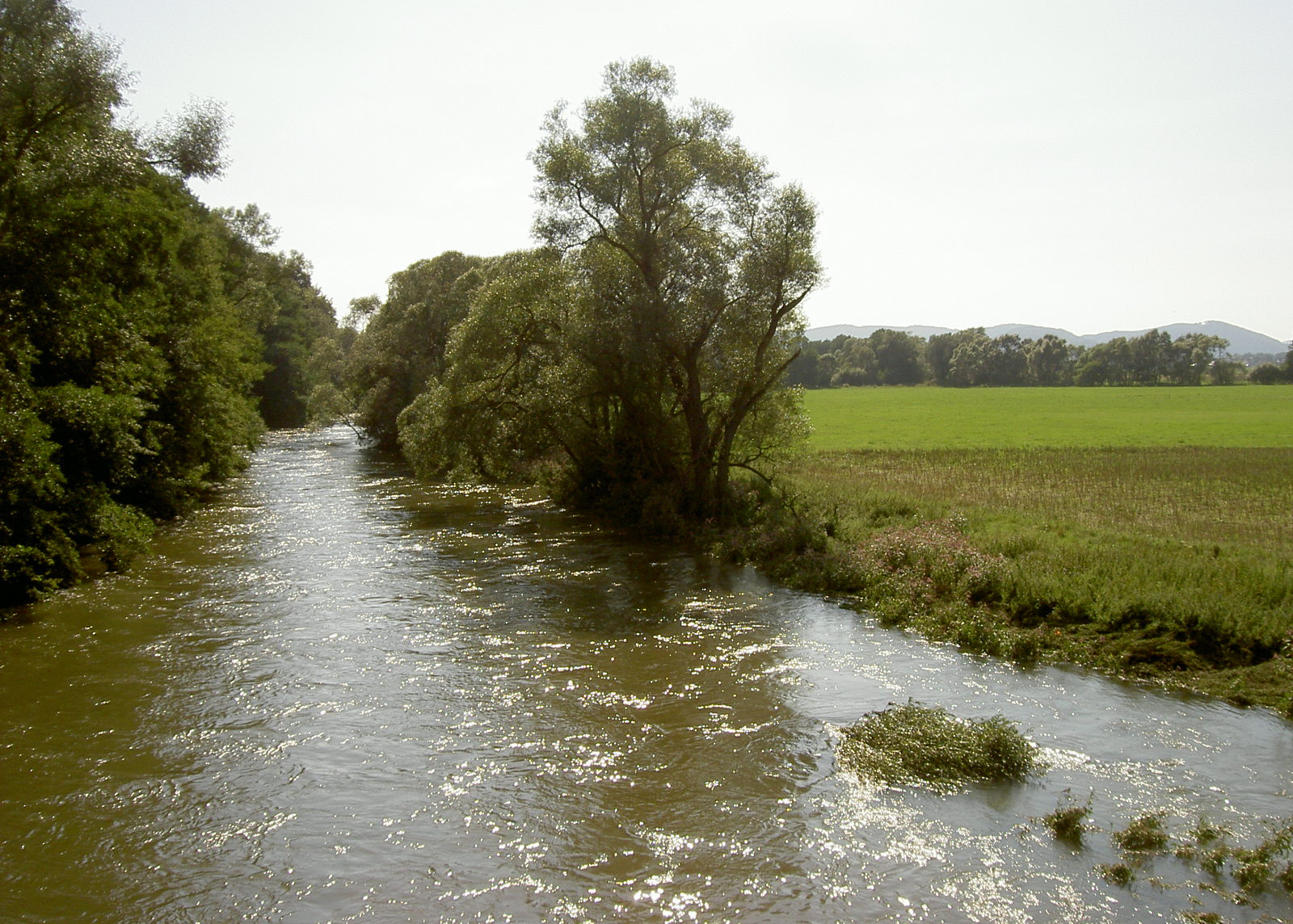
Die Eder in der Nähe von Frankenberg

Unterhalb von Battenberg, wo sie aus den südöstlichen Ausläufern des Rothaargebirges austritt, fließt die Eder in ihrem Mittellauf durch ein Tal zwischen Breiter Struth im Westen sowie Burgwald und Kellerwald im Osten. Dabei verläuft sie über Allendorf, wo von Norden kommend der Linspherbach einmündet, nach Frankenberg, wo aus Richtung Süden die Nemphe zufließt. Bei Frankenberg-Schreufa mündet von Nordwesten die Nuhne ein, bei Vöhl-Ederbringhausen aus gleicher Richtung die Orke.

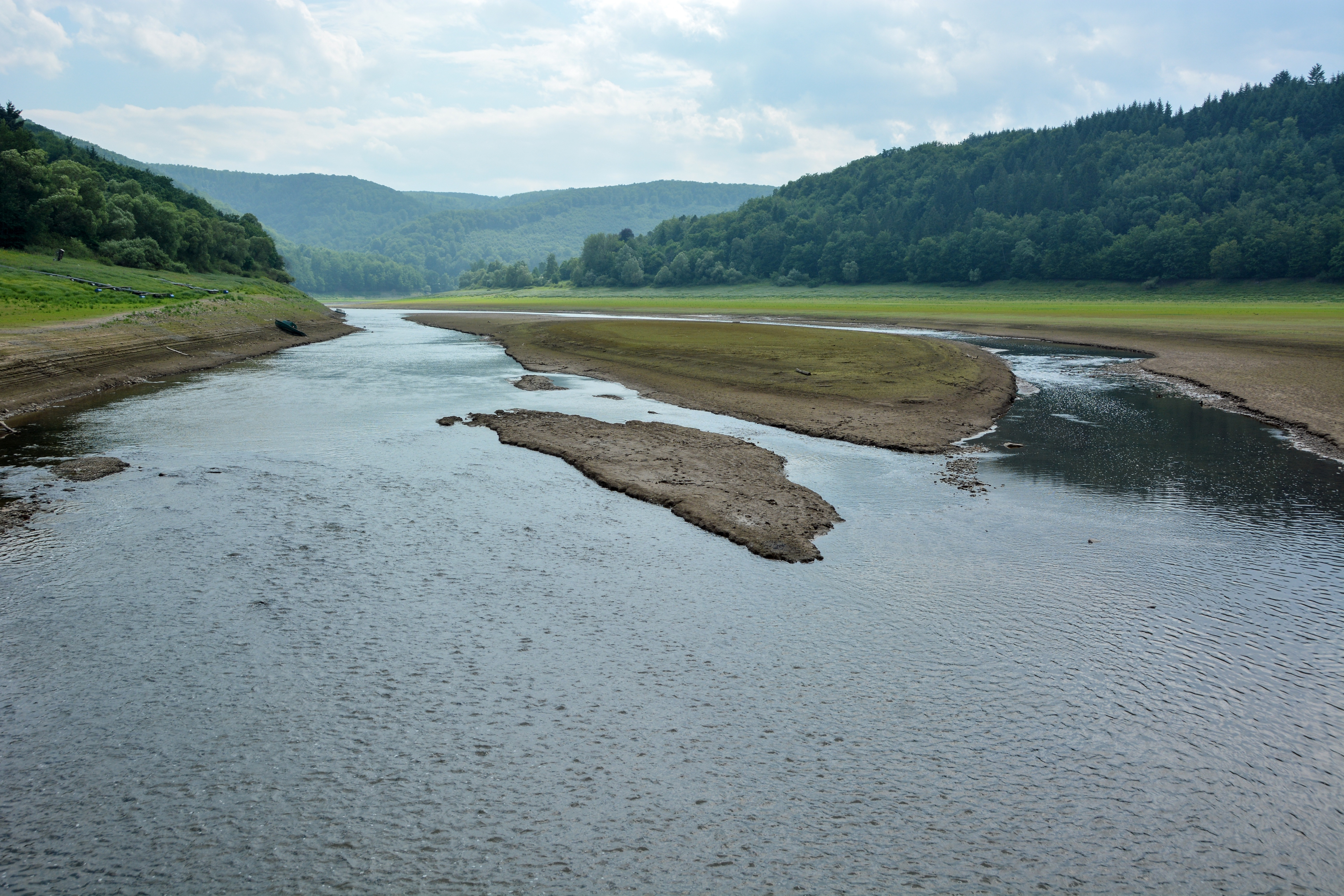
Eder im Edersee bei Niedrigwasser des Stausees nahe Asel

Danach fließt die Eder in das westliche Ende des bei höchstem Wasserstand 28,5 km langen Edersees ein. Am Stauseeanfang, an dem von Norden die Itter einmündet, macht sie einen Rechtsknick um den nördlichen Teil des Kellerwaldes und fließt in östlicher Richtung durch den Edersee, über dessen östlichem Ende sich das Schloss Waldeck erhebt. Unterhalb Frankenbergs und im Bereich des Edersees verläuft die Eder durch den Naturpark Kellerwald-Edersee und den darin liegenden Nationalpark Kellerwald-Edersee.

#### Unterlauf
Unterhalb bzw. östlich der Staumauer der Edertalsperre durchfließt die Eder in ihrem Unterlauf in östlicher Richtung eine Flussniederung, in der sich unter anderem der Affolderner See und einige Ortsteile der Gemeinde Edertal befinden. Nach dem Durchbruch aus dem Edersee-Trog in die Wegaer Ederaue an der Rabensteinpforte bei Affoldern, dem Einmünden der von Südwesten kommenden Wilde und dem Durchfließen der Porta Hassiaca („Hessischen Pforte“), dem engen Taleinschnitt zwischen dem Eckerich (südlichster Ausläufer des Langen Waldes) im Norden und dem Büraberg (nordöstlichster Bergsporn des Hessenwaldes, und ehemaliger Standort der Büraburg) im Süden, erweitert sich das Edertal im Schwalm-Eder-Kreis zur Westhessischen Senke.
In dieser weitläufigen Flussniederung befinden sich an der Eder unter anderem die Städte und Gemeinden Fritzlar, Wabern und Felsberg. Unterhalb des Eckerichs fließt der Eder aus Richtung Norden die nordhessische Elbe zu. Ostnordöstlich von Wabern, zwischen den Felsberger Ortsteilen Altenburg und Rhünda, mündet mit der von Süden kommenden Schwalm (97 km lang) der größte bzw. längste Ederzufluss ein. Ab Felsberg, wonach die von Westen kommende Ems einmündet, wendet sich die Eder in Richtung Norden und erreicht die Gemeinde Edermünde. Bei deren Ortsteil Grifte mündet etwas nördlich der Landesstraße 3221 (Grifte–Guxhagen) von Westen als letzter Eder-Zufluss der durch das Dorf fließende Pilgerbach ein.

#### Mündung

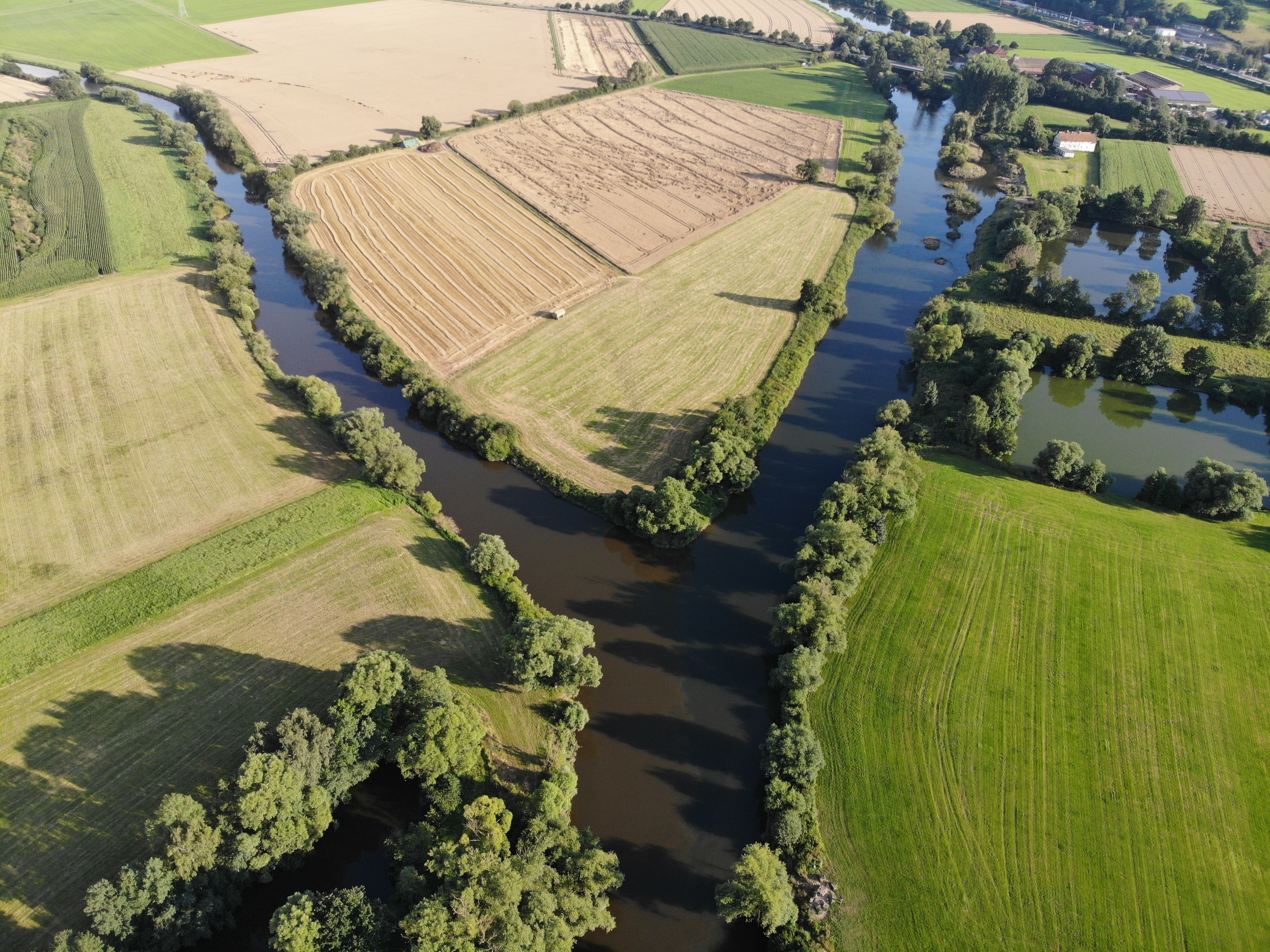
Mündung der Eder (rechts) in die Fulda (links) bei Grifte, Blick von Norden

Schließlich mündet die Eder im Süden des Naturraums Kasseler Becken knapp 1 km nordöstlich von Grifte und etwa 2,5 km (jeweils Luftlinie) nordwestlich des Ortskerns von Guxhagen auf etwa 143 m Höhe beim Fuldakilometer 45,35 in den dort von Südosten kommenden Weser-Quellfluss Fulda. Somit überwindet das Ederwasser von der Quelle bis zur Mündung rund 478 m Höhenunterschied.
Bemerkenswert ist, dass bei etwa gleicher Länge bis zum Zusammenfließen (Eder: 176,1 km; Fulda: 175,35 km), die Eder die größere durchschnittliche Wasserführung hat und dort, im Gegensatz zur Fulda, auch ihre Fließrichtung nicht ändert. Vor diesem Hintergrund ist die Eder der „eigentliche“ Hauptfluss beider Fließgewässer.

### Hydrologie
Das Einzugsgebiet, das heißt das oberirdisch entwässerte Gebiet, der Eder ist 3360,966 km² groß. Damit ist es etwas größer als das des nominellen Vorfluters Fulda von deren Quelle bis zur Eder-Mündung.
Allerdings ist die Eder nicht auf langer Strecke so wasserreich. Fast ein Drittel ihres Wassers kommt erst 17 km vor dem Zusammenfluss mit der Fulda aus der Schwalm.
Abfluss an der Mündung:
Das genaueste Bild vom Abfluss der Eder an ihrer Mündung ergibt sich aus der Differenz der Fulda-Pegel kurz oberhalb und kurz unterhalb der Edermündung: Pegel Grebenau (54,8 km vor der Vereinigung von Fulda und Werra) und Pegel Guntershausen (43,8 km vor jener Vereinigung).
Die Differenz repräsentiert über das Einzugsgebiet der Eder hinaus nur zusätzliche 29,739 km², also insgesamt 100,088 % des Edergebietes.
Pegel Fritzlar:
Der Mittelwasserabfluss am Eder-Pegel Fritzlar wird bei dem AEO (oberirdisches Einzugsgebiet bis zur Mess-Stelle) von 1.804 km² mit MQ (mittlere Abflussmenge) = 24,1 m³/s − entsprechend einer Mittelwasserabflussspende von MQ = 13,4 l/(s • km²) − angegeben. An diesem Punkt ist die Schwalm, der größte Nebenfluss mit 38,6 % des Edergebietes, noch nicht eingeflossen. Auch das Wasser der Ems (4,3 % des Edergebietes) ist noch nicht enthalten. Der Mittelwert niedrigster Wasserstände (MNQ) beträgt 5,91 m³/s, der Mittelwert höchster Abflüsse 138 m³/s. Diese beiden Werte sind durch den Betrieb der Edertalsperre beeinflusst, die die Extreme auf beiden Seiten der Skala puffert. Am 11. März 1981 wurden 313 m³/s erreicht. Nach der Zerstörung der Edertalsperre am 17. Mai 1943 passierten Fritzlar etwa 3600 m³/s.
Abfluss der Edertalsperre:
Am Pegel Affoldern, 5,4 km unterhalb der Edertalsperre gelegen, flossen am 9. Februar 1946 rund 770 m³/s ab. Das Einzugsgebiet der Eder bis zur Staumauer der Talsperre ist 1406,05 km² groß, bis zum Pegel 1452 km². 

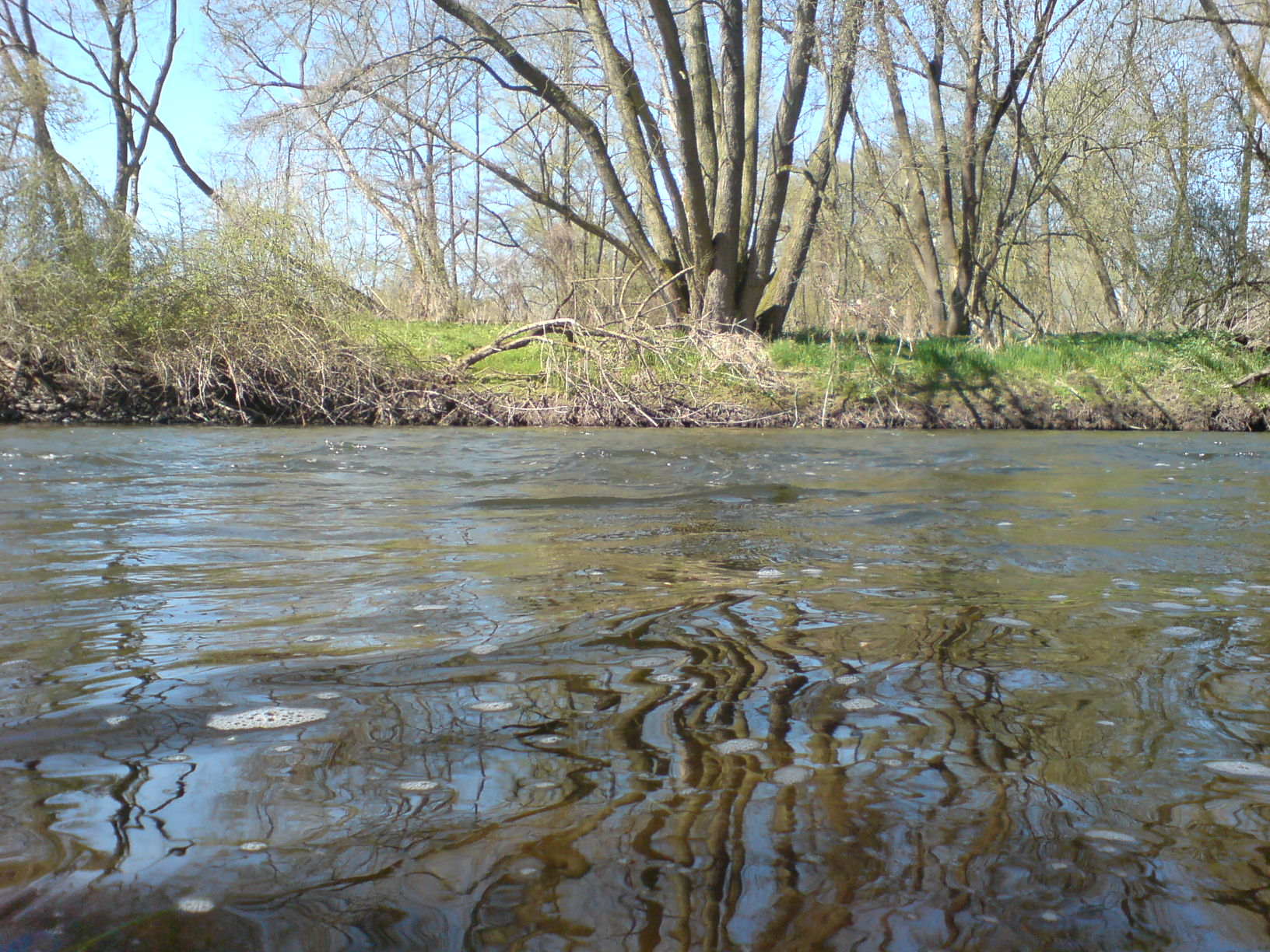
An der unteren Eder zwischen Fritzlar und Wabern
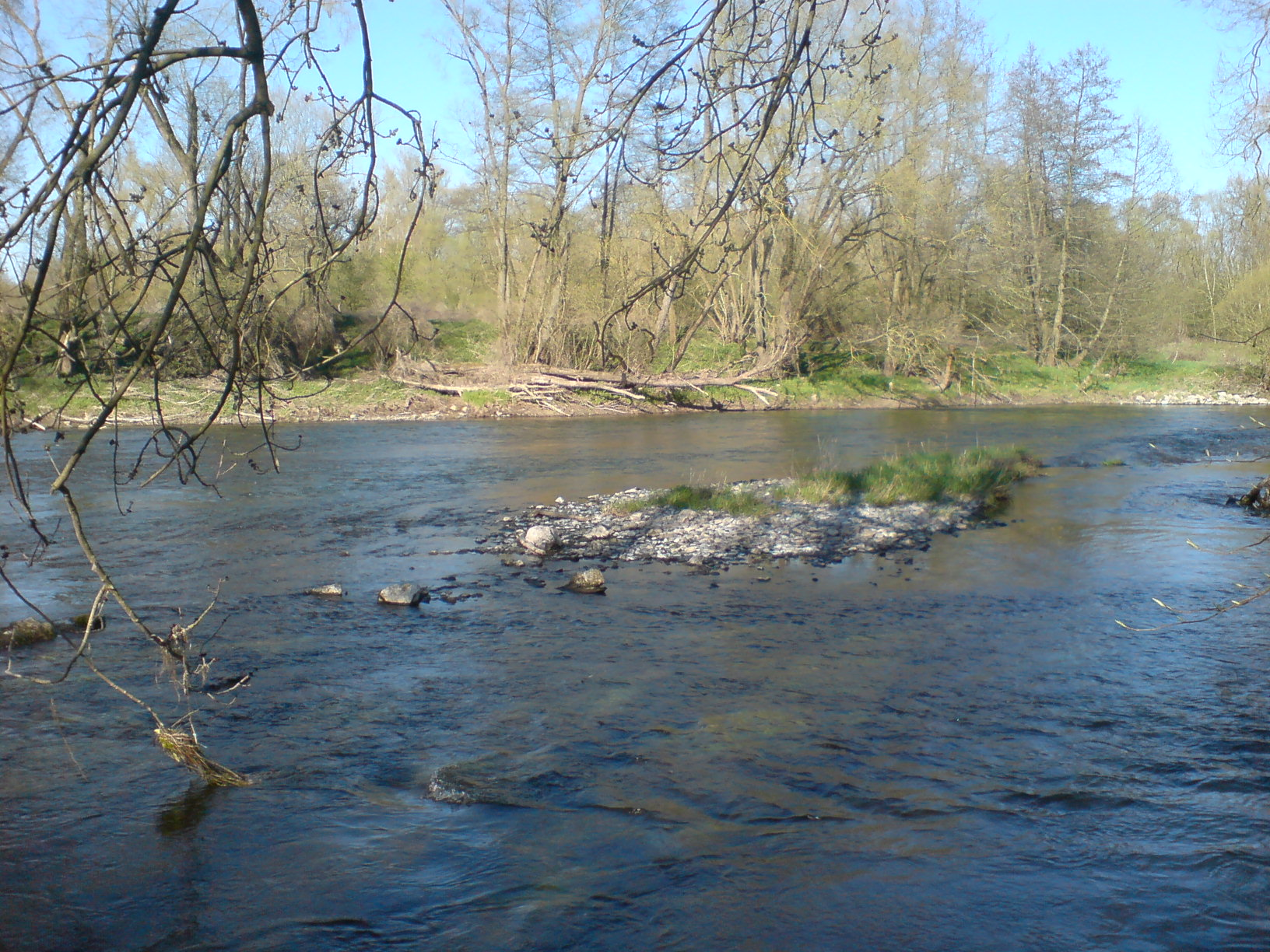
Breite, flache Stelle und Kiesbank unterhalb der Brücke zwischen Zennern und Obermöllrich
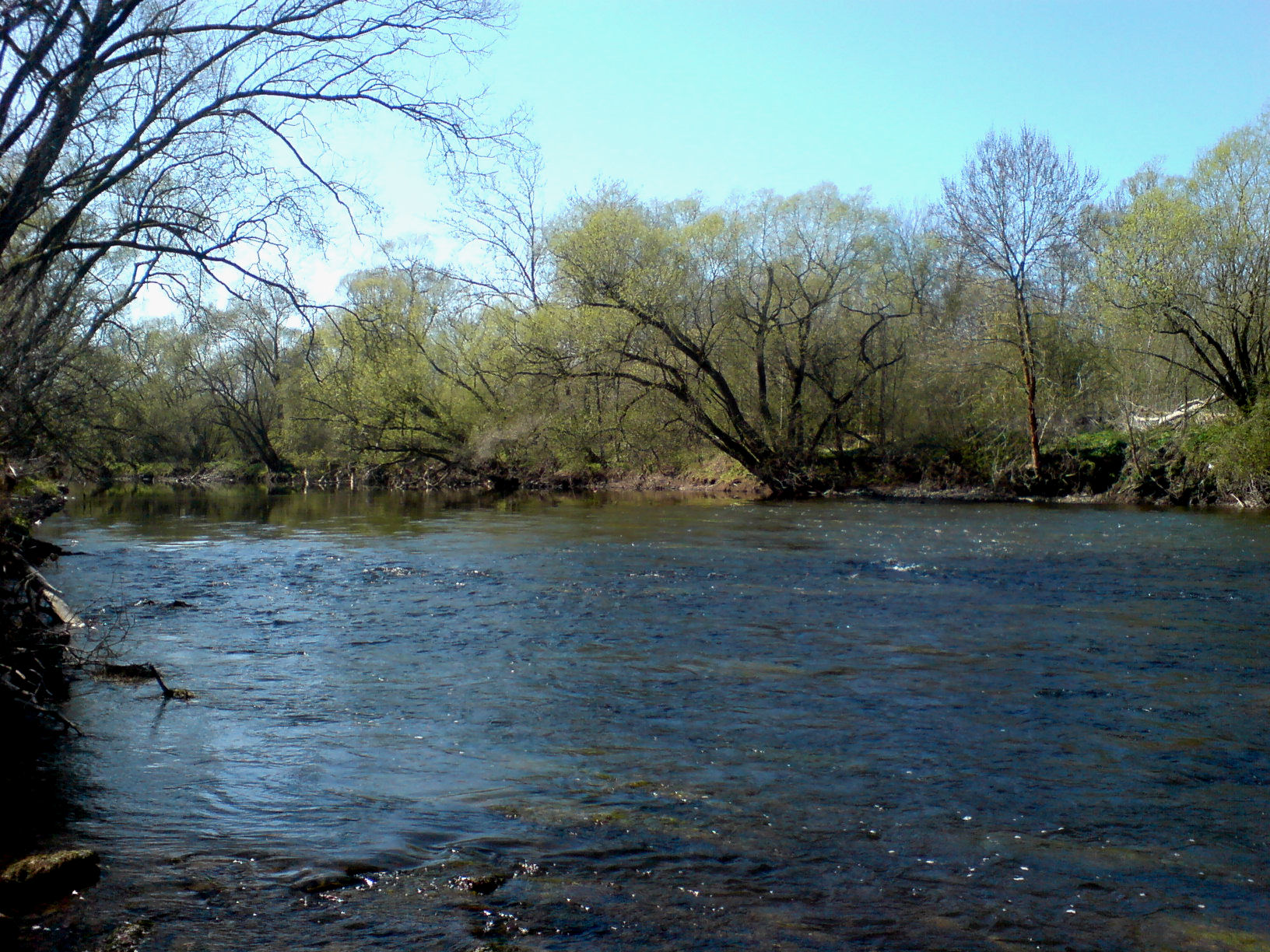
Als NSG ausgewiesene Auwälder am gegenüberliegenden Flussufer
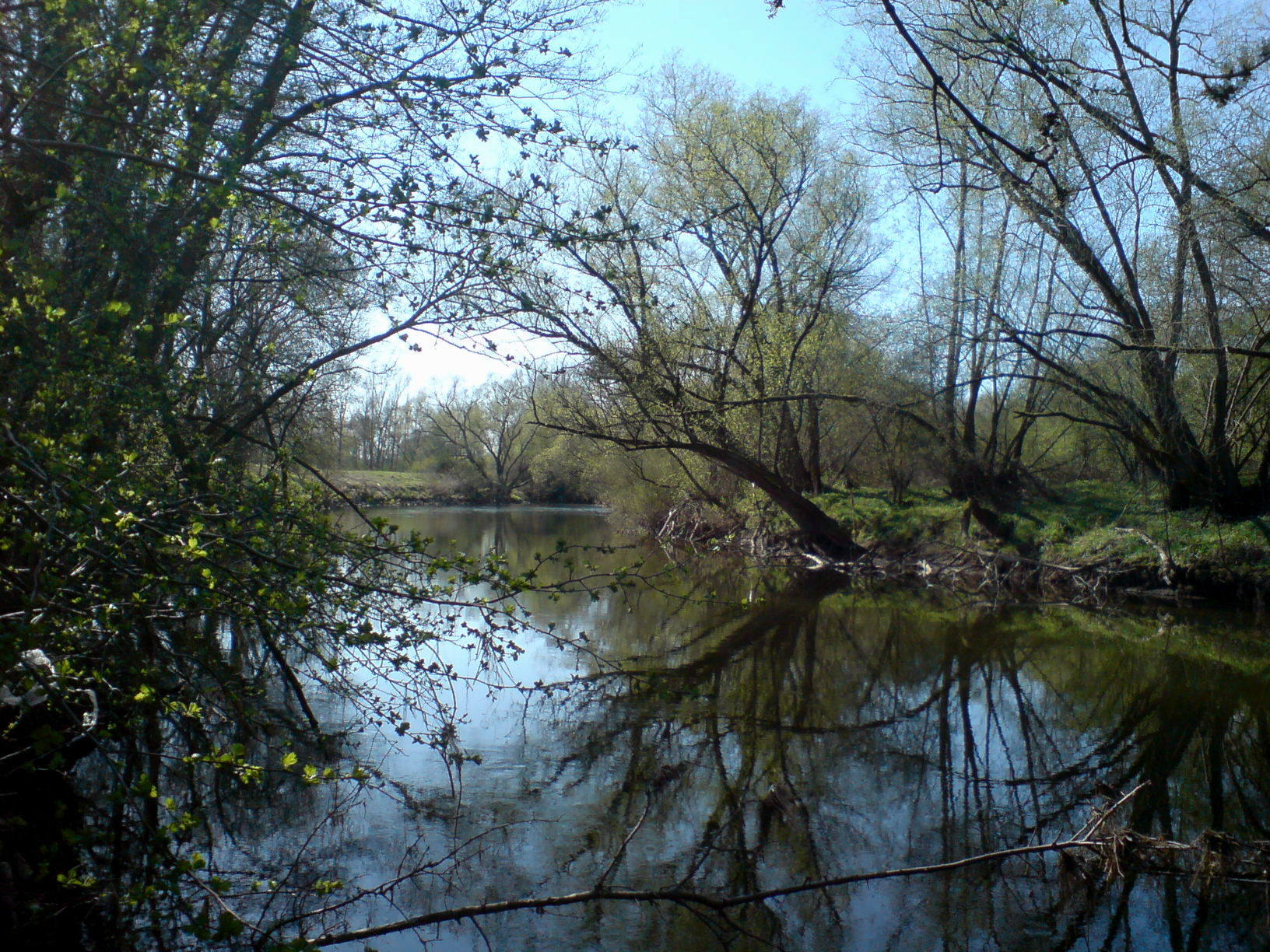
Tiefer, langsamfließender Flussabschnitt mit Totholzresten
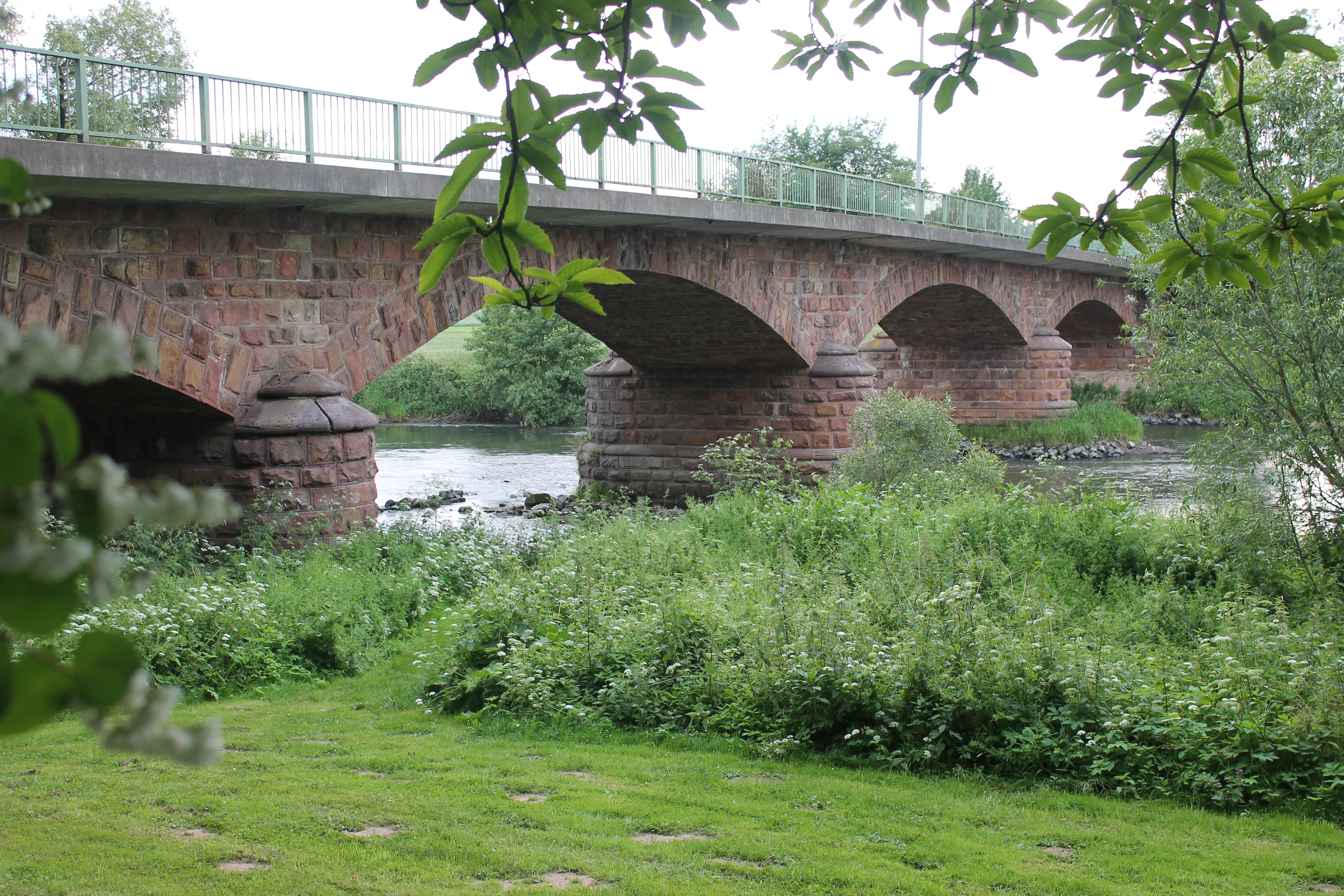
Ederbrücke (Landesstraße 3222) zwischen Alten- und Neuenbrunslar

### Nebenflüsse
Von den gut 30 m³ Wasser, die pro Sekunde die Edermündung erreichen, kommen etwa 9 allein von der Schwalm, die rund 1300 der 3360 km² Einzugsgebiet entwässert (Abflussspende (Mq) um 7 l/(km²•s)), und noch einmal knapp so viel von den drei großen Rothaargebirgsflüssen Orke, Nuhne und Odeborn, die dafür zusammen nur rund 520 km² benötigen (durchschnittliche Abflussspende um 16, bei der Odeborn gar etwa 25). Bereits etwas oberhalb der Odeborn-Mündung führt die Eder am Pegel Müsse in Aue rund 3,3 m³ (ergibt bei 125 km² EZG eine Abflussspende von etwa 26).
Die wichtigsten Nebenflüsse der Eder sind:
Hinweise zur folgenden Tabelle: Zur besseren Übersicht bzw. zur Sortierung flussabwärts sind in die DGKZ-Ziffern nach der Ziffer 428, die für die Eder steht, Bindestriche (-) eingefügt. Die Eder-Flusskilometer wurden – flussaufwärts gezählt – aus der Differenz zwischen der Ederlänge von 176,1 km und dem „Kilometerstein“ der Mündung errechnet. Fließgewässer, die nicht direkt in die Eder, sondern in deren Stausee Edersee münden, sind mit einem Sternchen (*) gekennzeichnet.
→ Liste der Fließgewässer im Flusssystem Eder
| Name              | Lage   | Länge (km) | EZG (km²) | Abfluss (MQ; l/s) | Mündung (Eder-km) | Mündungshöhe (m ü. NHN) | DGKZ     |
| ----------------- | ------ | ---------- | --------- | ----------------- | ----------------- | ----------------------- | -------- |
| Wähbach           | links  | 6,0        | 6,717     |                   | 6,9               | 506                     | 428-112  |
| Benfe             | rechts | 11,2       | 19,446    |                   | 11,9              | 475                     | 428-114  |
| Schameder         | rechts | 3,8        | 6,435     |                   | 13,5              | 466                     | 428-116  |
| Elberndorfer Bach | links  | 9,0        | 10,733    |                   | 13,6              | 466                     | 428-118  |
| Röspe             | links  | 8,6        | 37,013    |                   | 17,7              | 449                     | 428-12   |
| Kappel            | links  | 7,3        | 27,443    |                   | 21,8              | 430                     | 428-132  |
| Preisdorf         | rechts | 6,0        | 8,506     |                   | 14,2              | 420                     | 428-1334 |
| Trüfte            | links  | 9,7        | 16,576    |                   | 27,1              | 411                     | 428-134  |
| Altmühlbach       | rechts | 5,3        | 14,459    |                   | 27,9              | 409                     | 428-136  |
| Rinther Bach      | rechts | 6,1        | 9,12      |                   | 30,3              | 403                     | 428-138  |
| Odeborn           | links  | 21,2       | 85,064    | 2009,0            | 31,3              | 400                     | 428-14   |
| Grundbach         | rechts | 5,1        | 7,507     |                   | 33,1              | 399                     | 428-152  |
| Lützelsbach       | links  | 5,6        | 6,437     |                   | 34,8              | 395                     | 428-154  |
| Leisebach         | rechts | 4,6        | 12,375    |                   | 38,7              | 380                     | 428-156  |
| Arfe              | links  | 5,4        | 5,401     |                   | 39,6              | 377                     | 428-158  |
| Lindenhöferbach   | rechts | 4,1        | 12,034    | 189,8             | 48,9              | 349                     | 428-1596 |
| Elsoff            | links  | 19,0       | 48,925    | 948,1             | 50,0              | 345                     | 428-16   |
| Eifaer Bach       | rechts | 4,5        | 7,211     | 103,3             | 54,2              | 342                     | 428-172  |
| Riedgraben        | links  | 7,6        | 11,319    | 173,4             | 69,0              | 305                     | 428-174  |
| Elbrighäuser Bach | links  | 10,8       | 17,768    | 321,3             | 70,5              | 301                     | 428-176  |
| Nitzelbach        | links  | 10,6       | 8,397     | 132,4             | 73,7              | 295                     | 428-178  |
| Linspherbach      | links  | 18,3       | 33,107    | 565,8             | 77,0              | 286                     | 428-18   |
| Hainerbach        | links  | 7,3        | 10,132    | 103,7             | 80,4              | 280                     | 428-192  |
| Goldbach          | links  | 9,5        | 13,838    | 155,8             | 84,5              | 273                     | 428-1952 |
| Nemphe            | rechts | 14,2       | 38,383    | 293,5             | 86,9              | 270                     | 428-198  |
| Nuhne             | links  | 36,9       | 156,747   | 2.661,6           | 89,3              | 267                     | 428-2    |
| Lengelbach        | rechts | 11,4       | 25,848    | 209,9             | 96,3              | 255                     | 428-32   |
| Orke              | links  | 38,2       | 278,867   | 3.844,5           | 97,5              | 254                     | 428-4    |
| Lorfe             | rechts | 11,8       | 24,281    | 245,7             | 101,4             | 250                     | 428-512  |
| Itter*            | links  | 11,6       | 76,131    | 771,3             | 105,8             | 247                     | 428-531  |
| Aselbach*         | links  | 6,6        | 18,103    | 135,4             | 112,4             | 246                     | 428-533  |
| Banferbach*       | rechts | 7,2        | 16,383    | 213,9             | 115,2             | 245                     | 428-535  |
| Werbe*            | links  | 13,2       | 42,263    | 322,6             | 122,2             | 245                     | 428-537  |
| Reiherbach*       | links  | 7,4        | 27,322    | 188,9             | 122,3             | 245                     | 428-538  |
| Netze             | links  | 12,9       | 29,04     | 169,5             | 134,0             | 194                     | 428-554  |
| Wesebach          | rechts | 25,3       | 63,433    | 618,2             | 135,7             | 191                     | 428-56   |
| Wilde             | rechts | 17,1       | 51,868    | 471,4             | 140,6             | 183                     | 428-58   |
| Elbe              | links  | 33,7       | 123,47    | 731,3             | 146,2             | 174                     | 428-6    |
| Schwalm           | rechts | 97,1       | 1.298,783 | 9.044,5           | 159,5             | 158                     | 428-8    |
| Ems               | links  | 34,1       | 146,214   | 753,3             | 164,9             | 151                     | 428-92   |
| Pilgerbach        | links  | 8,8        | 25,593    | 102,2             | 175,5             | 145                     | 428-98   |

### Ortschaften
Zu den Ortschaften an oder nahe der Eder gehören flussabwärts betrachtet:
| am Oberlauf der Eder: in Nordrhein-Westfalen: - Lützel (zu Hilchenbach) - Erndtebrück - Womelsdorf (zu Erndtebrück) - Birkelbach (zu Erndtebrück) - Goddelsbach (zu Erndtebrück) - Röspe (zu Erndtebrück) - Aue (zu Bad Berleburg) - Berghausen (zu Bad Berleburg) - Raumland (mit „Markhausen“ u. „Meckhausen“; zu Bad Berleburg) - Dotzlar (mit „Laubroth“; zu Bad Berleburg) - Arfeld (mit „Im Ahlen“ u. „Stedenhof“; zu Bad Berleburg) - Schwarzenau (zu Bad Berleburg) - Beddelhausen (zu Bad Berleburg) in Hessen (bis zur Mündung in die Fulda): - Hatzfeld - Holzhausen (zu Hatzfeld) - Reddighausen (zu Hatzfeld) - Dodenau (zu Battenberg) - Battenberg | am Mittellauf der Eder: - Battenfeld (zu Allendorf) - Allendorf - Rennertehausen (zu Allendorf) - Haine (zu Allendorf) - Birkenbringhausen (zu Burgwald) - Röddenau (zu Frankenberg) - Frankenberg - Viermünden (zu Frankenberg) - Ederbringhausen (zu Vöhl) - Schmittlotheim (zu Vöhl) - Kirchlotheim (zu Vöhl) - Herzhausen (zu Vöhl) - Harbshausen (zu Vöhl) - Asel (zu Vöhl) - Asel-Süd (zu Asel bzw. Vöhl) - Bringhausen (zu Edertal) - Scheid (zu Waldeck) - Rehbach (zu Edertal) - Nieder-Werbe (zu Waldeck) - Waldeck (mit „Waldeck-West“) - Hemfurth-Edersee (zu Edertal) | am Unterlauf der Eder: - Affoldern (zu Edertal) - Mehlen (mit „Lieschensruh“; zu Edertal) - Bergheim (zu Edertal) - Giflitz (zu Edertal) - Anraff (zu Edertal) - Wellen (zu Edertal) - Wega (zu Bad Wildungen) - Mandern (zu Bad Wildungen) - Ungedanken (zu Fritzlar) - Geismar (zu Fritzlar) - Fritzlar - Obermöllrich (zu Fritzlar) - Zennern (zu Wabern) - Cappel (zu Fritzlar) - Wabern - Niedermöllrich (zu Wabern) - Harle (zu Wabern) - Lohre (zu Felsberg) - Altenburg (zu Felsberg) - Rhünda (zu Felsberg) - Gensungen (zu Felsberg) - Felsberg - Böddiger (zu Felsberg) - Altenbrunslar (zu Felsberg) - Neuenbrunslar (zu Felsberg) - Ellenberg (zu Guxhagen) - Wolfershausen (zu Felsberg) - Haldorf (zu Edermünde) - Grifte (zu Edermünde) |

### Burgen und Schlösser

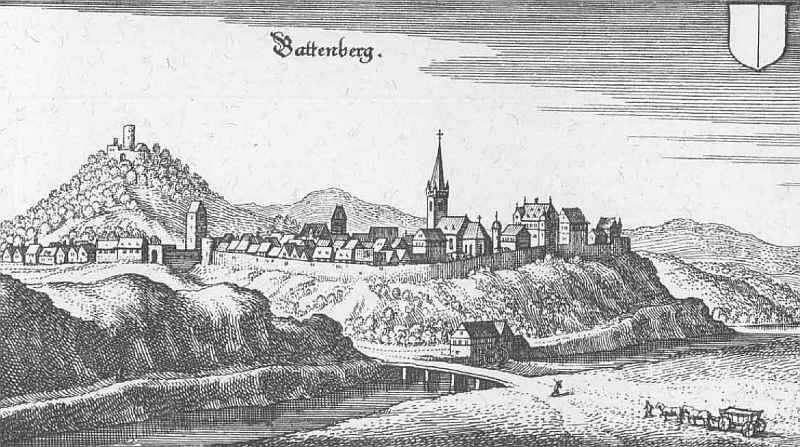
Battenberg (Bildmitte) und die Kellerburg (links)

Zu den Burgen und Schlössern an oder nahe der Eder gehören flussabwärts betrachtet:

in Nordrhein-Westfalen:
- Schloss Berleburg, Schloss in Bad Berleburg

in Hessen (bis zur Mündung in die Fulda):
- Burg Hatzfeld, Burgruine in Hatzfeld
- Kellerburg, Burgruine in Battenberg
- Burg Viermünden, Burg in Viermünden (zu Frankenberg)
- Burg Hessenstein, Burg bei Ederbringhausen (zu Vöhl)
- Keseburg, Burgruine bei Ederbringhausen (zu Vöhl)
- Burg am Backofen, Burgruine zwischen Schmittlotheim und Kirchlotheim (zu Vöhl)
- Mückenburg (Mückeburg), Burgruine bei Kirchlotheim (zu Vöhl)
- Ehrenburg, Burgruine oberhalb des Edersees nahe Marienhagen (zu Vöhl)
- Hünselburg, Burgruine oberhalb des Edersees bei Basdorf (zu Vöhl)
- Burg Bring, Ruine auf der Liebesinsel im Edersee bei Bringhausen (zu Edertal)
- Schloss Waldeck, Burganlage oberhalb des Edersees bei Waldeck
- Schloss Bergheim, Schloss in Bergheim (zu Edertal)
- Büraburg, Burgruine bei Ungedanken (zu Fritzlar)
- Altenburg, Burgruine bei Altenburg (zu Felsberg)
- Burg Heiligenburg, Burgruine bei Gensungen (zu Felsberg)
- Felsburg, Burg als Teilruine in Felsberg

### Quellnahe andere Flüsse
Nahe der Ederquelle liegen im Rothaargebirge die Quellen zweier weiterer größerer Flüsse: Nur 3 km südöstlich entspringt die nach Westen zum Rhein abfließende Sieg. Weitere 2,5 km südlich entspringt die Lahn, die in ihrem Oberlauf weitgehend parallel zur Eder nach Osten fließt, sich dann aber Richtung Südwesten wendet und in den Rhein mündet.

## Geschichte
Die Eder wird erstmals vom römischen Historiker Tacitus für das Jahr 15 n. Chr. als die im Gebiet der Chatten gelegene Adrana erwähnt, bei deren Überquerung in der Nähe des heutigen Fritzlar die Römer im Rahmen der Germanicus-Feldzüge auf starken Widerstand der Chatten stießen, ehe sie dann deren Hauptort Mattium zerstörten.
Sie ist spätestens seit der Goldbach-Einmündung bei dem Frankenberger Ortsteil Röddenau ein goldführender Fluss. Ein Großteil des Goldes wird der Eder über die Itter vom Eisenberg bei Korbach, Mitteleuropas größter Goldlagerstätte, zugeführt. Die historischen Hauptabbauplätze liegen flussabwärts unterhalb der Edertalsperre zwischen Affoldern und Fritzlar. Der Deutsche Orden betrieb im 14. Jahrhundert eine Goldwäsche an der Eder bei Obermöllrich. Im 18. Jahrhundert wurden Dukaten aus Edergold geprägt, die heute eine Rarität unter Sammlern darstellen. Erkennbar sind die sogenannten Flussgolddukaten an der Umschrift, z. B. SIC FVLG(ent) LITORA ADRANAE AURI FLVAE (= so glänzen die Ufer der Gold führenden Eder). Auch heute sind noch Goldfunde von rund 1 mm Größe möglich.
Am Ufer der Eder des im Wittgensteiner Land liegenden Schwarzenau entstand im August 1708 die religiöse Bewegung der Schwarzenau Brethren, nachdem sich eine Gruppe von acht Erwachsenen in der Eder durch dreifaches Untertauchen taufen ließ. Nach Auswanderung ist diese pietistisch-täuferische Bewegung heute vor allem in Nordamerika verbreitet.